# Diocesi di Rockville Centre
La diocesi di Rockville Centre (in latino Dioecesis Petropolitana in Insula Longa) è una sede della Chiesa cattolica negli Stati Uniti d'America suffraganea dell'arcidiocesi di New York. Nel 2022 contava 1.500.000 battezzati su 2.923.000 abitanti. È retta dal vescovo John Oliver Barres.

## Territorio
La diocesi comprende le due contee di Nassau e di Suffolk sull'isola di Long Island nello stato di New York.
Sede vescovile è la città di Rockville Centre, dove si trova la cattedrale di Sant'Agnese (St. Agnes Cathedral). A Southampton sorge la basilica minore dei Sacri Cuori di Gesù e Maria.
Il territorio si estende su 3.164 km² ed è suddiviso in 132 parrocchie.

## Storia
La diocesi è stata eretta il 6 aprile 1957 con la bolla Dum hodierni di papa Pio XII, ricavandone il territorio dalla diocesi di Brooklyn.
Il 2 aprile 1962, con la lettera apostolica Fortis puellae, papa Giovanni XXIII ha proclamato Sant'Agnese, vergine e martire, patrona principale della diocesi.

## Cronotassi dei vescovi
Si omettono i periodi di sede vacante non superiori ai 2 anni o non storicamente accertati.
- Walter Philip Kellenberg † (16 aprile 1957 - 3 maggio 1976 ritirato)
- John Raymond McGann † (3 maggio 1976 - 4 gennaio 2000 ritirato)
- James Thomas McHugh † (4 gennaio 2000 succeduto - 10 dicembre 2000 deceduto)
- William Francis Murphy (26 giugno 2001 - 9 dicembre 2016 ritirato)
- John Oliver Barres, dal 9 dicembre 2016

## Statistiche
La diocesi nel 2022 su una popolazione di 2.923.000 persone contava 1.500.000 battezzati, corrispondenti al 51,3% del totale.
| anno | popolazione | popolazione | popolazione | presbiteri | presbiteri | presbiteri | presbiteri                | diaconi | religiosi | religiosi | parrocchie |
| anno | battezzati  | totale      | %           | numero     | secolari   | regolari   | battezzati per presbitero | diaconi | uomini    | donne     | parrocchie |
| ---- | ----------- | ----------- | ----------- | ---------- | ---------- | ---------- | ------------------------- | ------- | --------- | --------- | ---------- |
| 1966 | 837.113     | 2.308.530   | 36,3        | 481        | 450        | 31         | 1.740                     |         | 118       | 2.420     | 123        |
| 1970 | 926.397     | 2.504.941   | 37,0        | 582        | 544        | 38         | 1.591                     |         | 172       | 2.578     | 125        |
| 1976 | 1.017.837   | 2.739.298   | 37,2        | 617        | 455        | 162        | 1.649                     |         | 283       | 2.213     | 130        |
| 1980 | 1.040.571   | 2.787.258   | 37,3        | 627        | 505        | 122        | 1.659                     | 50      | 255       | 2.119     | 129        |
| 1990 | 1.346.075   | 2.721.274   | 49,5        | 573        | 480        | 93         | 2.349                     | 165     | 199       | 1.768     | 133        |
| 1999 | 1.359.432   | 2.907.955   | 46,7        | 517        | 441        | 76         | 2.629                     | 194     | 99        | 1.488     | 134        |
| 2000 | 1.404.361   | 3.008.203   | 46,7        | 525        | 451        | 74         | 2.674                     | 219     | 171       | 1.433     | 134        |
| 2001 | 1.548.623   | 2.978.121   | 52,0        | 505        | 440        | 65         | 3.066                     | 231     | 165       | 1.336     | 134        |
| 2002 | 1.560.456   | 2.829.635   | 55,1        | 532        | 458        | 74         | 2.933                     | 233     | 168       | 1.359     | 134        |
| 2003 | 1.488.159   | 2.781.159   | 53,5        | 515        | 446        | 69         | 2.889                     | 240     | 163       | 1.333     | 134        |
| 2004 | 1.428.563   | 2.753.913   | 51,9        | 541        | 477        | 64         | 2.640                     | 249     | 160       | 1.327     | 134        |
| 2010 | 1.518.789   | 3.526.874   | 43,1        | 446        | 408        | 38         | 3.405                     | 262     | 122       | 1.136     | 133        |
| 2014 | 1.764.000   | 3.581.000   | 49,3        | 386        | 329        | 57         | 4.569                     | 298     | 125       | 1.026     | 133        |
| 2017 | 1.796.000   | 3.659.000   | 49,1        | 478        | 433        | 45         | 3.757                     | 288     | 109       | 908       | 133        |
| 2020 | 1.487.052   | 2.898.000   | 51,3        | 439        | 388        | 51         | 3.387                     | 266     | 110       | 736       | 133        |
| 2022 | 1.500.000   | 2.923.000   | 51,3        | 421        | 384        | 37         | 3.562                     | 273     | 91        | 667       | 132        |